# Eta Cephei
Eta Cephei (Al Kidr, 3 Cephei) é uma estrela na direção da constelação de Cepheus. Possui uma ascensão reta de 20h 45m 17.27s e uma declinação de +61° 50′ 12.5″. Sua magnitude aparente é igual a 3.41. Considerando sua distância de 47 anos-luz em relação à Terra, sua magnitude absoluta é igual a 2.63. Pertence à classe espectral K0IV.